# Бюсси-Кастельно, Шарль де
Шарль Жозеф Патиссье, маркиз де Бюсси-Кастельно (8 февраля 1718 или 1720, Бюси-ле-Лон — 7 января 1785, Пондишери) — французский военный и политический деятель XVIII века, служивший губернатором французского поселения Пондишери (части Французской Индии в период с 1783 по 1785 год.
Родился в семье полковника пехоты, с молодых лет выбрал военную карьеру. В 1733 году получил звание лейтенанта, в 1734 — капитана. После смерти своего отца в 1736 году завербовался на военную службу во Французскую Ост-Индскую компанию, первые два года служил на Иль-де-Франс, затем на Бурбоне, в 1746 году впервые оказался в континентальной части Индии.
В Индии он изначально служил под началом Жозефа Франсуа Дюплеи и за свою службу получил Орден Святого Людовика. В 1748 году он внёс большой вклад в дело восстановления Пондишери после ухода оттуда британцев, занимавших город во время войны за Австрийское наследство. Оставался на службе в Индии до 1761 года, участвовал в военных действиях против британцев в Индии в период Семилетней войны (1756—1762). Его походы к Хайдарабаду и Аурангабаду в 1751—1754 гг. привели к кратковременному распространению французского влияния на большую часть Декана и появлению у французов надежды выиграть колониальное соперничество за Индию с англичанами. Однако вскоре Бюсси был отозван в Пондишери и вынужден был сосредоточиться на операциях в Карнатике. Затем уехал во Францию, где прожил 20 лет, но в 1781 году вернулся к службе в Индии.
В 1782 году возглавил все французские силы (сухопутные и морские) за мысом Доброй Надежды. Совместно с Пьером-Андрэ де Сюффреном он успешно сражался против численно превосходящих сил британцев во время индийских операций периода войны за независимость США, когда Франция выступала союзником восставших колоний. После завершения боевых действий в 1783 году он стал губернатором Пондишери и прожил там до конца жизни.
За помощь, оказанную в борьбе против правителей Боббили, визианагарамский раджа Пусапати Педа Виджайя Рама Раджу подарил ему город Янаон, ставший частью Французской Индии.